# Eva Petrik
Eva Petrik (* 23. Dezember 1931 in Graz als Eva Rasny; † 5. November 2007 in Wien) war eine österreichische Pädagogin und Politikerin (ÖVP).

## Ausbildung und Beruf
Eva Petrik wurde in Graz geboren und wuchs in Wien auf. Sie engagierte sich als Jugendliche in der Katholischen Kirche. Nach dem Ende des Zweiten Weltkrieges baute sie die Katholische Jungschar in der Pfarre Krim im 19. Wiener Gemeindebezirk auf. Von 1952 bis 1955 war sie Diözesanführerin der Mädchenjungschar in der Erzdiözese Wien; von 1953 bis 1957 österreichweite Zentralführerin.
Nach ihrem Studium mit dem Abschluss Mag.rer.nat. war sie von 1954 bis 1991 Lehrerin für Chemie, Physik und Mathematik; ab 1958 am Gymnasium des Instituts Neulandschulen in Wien. Zudem war sie Lehrbeauftragte an der Religionspädagogischen Akademie der Erzdiözese Wien.
Sie war seit 1957 verheiratet und hatte vier Töchter, darunter die Politikerin Regina Petrik (* 1963). Sie starb an den Folgen eines Krebsleidens und wurde auf dem Neustifter Friedhof bestattet.

## Politik
Eva Petrik war von 1983 bis 1991 Gemeinderätin und Landtagsabgeordnete für die Österreichische Volkspartei (ÖVP) im Wiener Landtag. Nach der Bildung der ÖVP-FPÖ-Koalitionsregierung im Jahr 2000 trat sie aus der ÖVP aus. 1990/91 war sie Dritte Vorsitzende des Wiener Gemeinderates.

## Sonstiges Engagement
Petrik war 1974 und 1983 jeweils stellvertretende Vorsitzende der österreichischen Katholikentage. Von 1988 bis 1994 war sie Präsidentin der Katholischen Bundesarbeitsgemeinschaft für Erwachsenenbildung (KBE). Von 1991 bis 1997 war Petrik Präsidentin der Katholischen Aktion Österreichs (KAÖ).
Sie war langjähriges Vorstandsmitglied im Koordinierungsausschuss für christlich-jüdische Zusammenarbeit in Wien sowie in der Fraueninitiative des Kath. Akademikerverbandes der Erzdiözese Wien engagiert.
1993 war sie maßgeblich am Wiener „Lichtermeer“ gegen Fremdenfeindlichkeit beteiligt.

## Ehrungen und Auszeichnungen
Sie erhielt mehrere Auszeichnungen, darunter das Goldene Ehrenzeichen für Verdienste um die Republik Österreich. 2007 wurde ihr der Stephanusorden in Gold verliehen, die höchste diözesane Auszeichnung, in „Anerkennung ihrer Verdienste für die Erzdiözese Wien“.